# مرج مطر
مرج مطر (به عربی: مرج مطر) یک روستا در سوریه است که در ناحیه مرکزی سلمیه واقع شده‌است. مرج مطر ۱٬۲۵۵ نفر جمعیت دارد.